# Józef Łubieński
Józef Łubieński herbu Pomian (ur. 16 października 1797 w Zagości, zm. 31 października 1885 w Warszawie) – hrabia, pisarz ekonomiczny i religijny, ziemianin: właściciel majątku Pudliszki oraz – od 1841 – Łoskonia Starego. Założyciel domu handlowego „Łubieński i spółka w Gdańsku”, radca ziemski w Wielkim Księstwie Poznańskim.
Syn Feliksa i Tekli, brat: Tomasza, Henryka, Piotra, Jana i Tadeusza.
Od 1823 mąż Józefy z Pruskich h. Leliwa. Miał z nią syna Włodzimierza i dziewięć córek.